# Erinnerungsabzeichen Binnenlandse Strijdkrachten

Erinnerungsabzeichen in Bronze

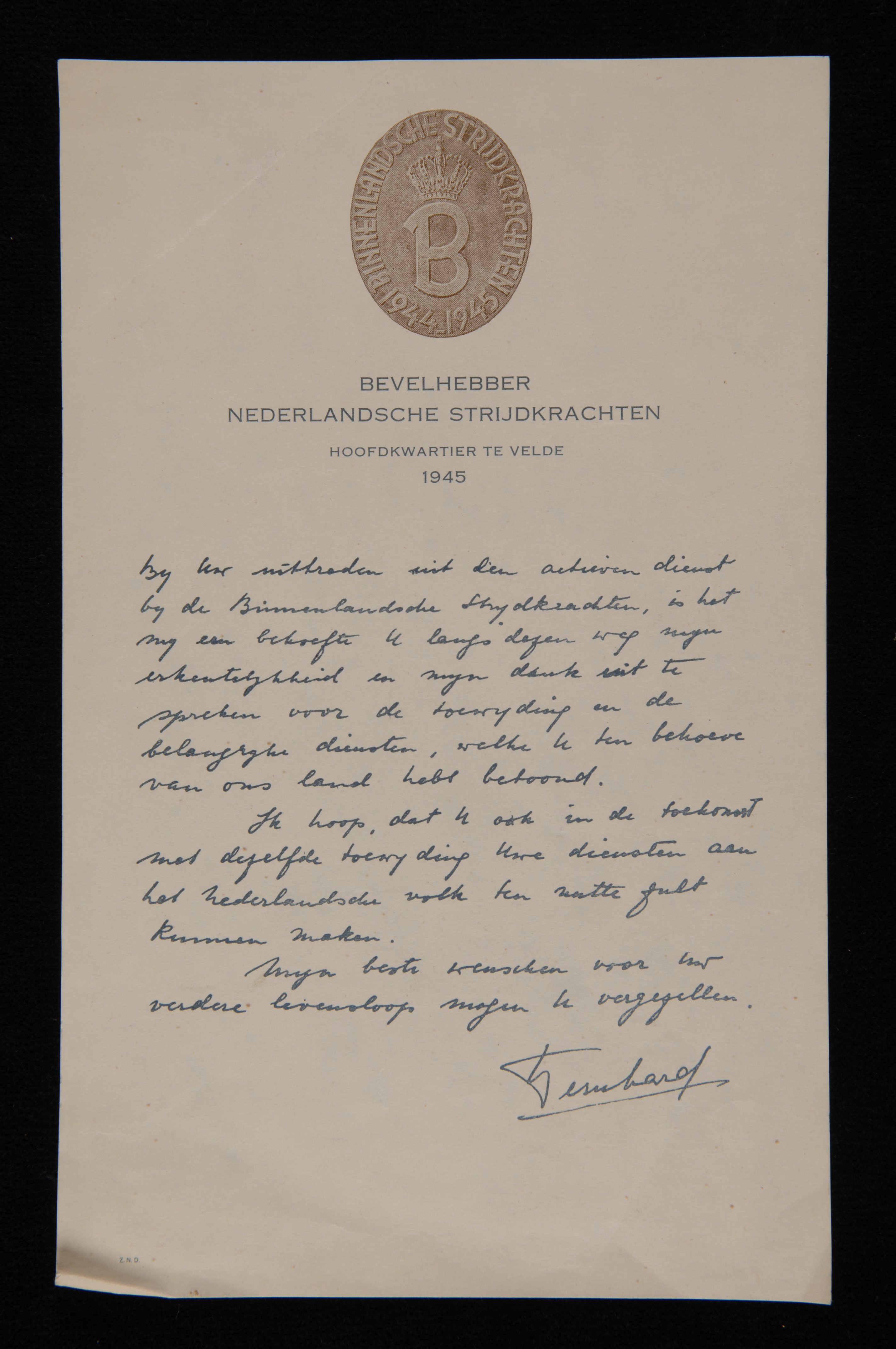
Dankschreiben von Prinz Bernhard

Herinneringsinsigne Binnenlandse Strijdkrachten 1944–1945 (auch: Herinneringsinsigne Binnenlandsche Strijdkrachten 1944–1945; deutsch etwa „Erinnerungsabzeichen Niederländische Inlands-Streitkräfte 1944–1945“; inoffiziell auch genannt „Prins Bernhardinsigne“; deutsch „Prinz-Bernhard-Abzeichen“) ist eine auf Initiative von Prinz Bernhard der Niederlande (1911–2004) für die Mitstreiter der Nederlandse Binnenlandse Strijdkrachten (BS) (deutsch etwa „Niederländische Inlandsstreitkräfte“) kurz nach dem Zweiten Weltkrieg gestiftete Auszeichnung.
Dabei handelt es sich um eine ovale Bronzeplakette (Bild) von etwa 25 Millimetern Höhe und 20 Millimetern Breite. Auf der Vorderseite befindet sich ein gekröntes „B“ und die Aufschrift BINNENLANDSCHE STRIJDKRACHTEN 1944–1945. Auf der Rückseite ist die Unterschrift von Prinz Bernhard zu sehen. Das Abzeichen kann am Revers des Sakkos getragen werden.
Für im Kampf verstorbene Mitglieder der BS wurde das Erinnerungsabzeichen in Gold postum stellvertretend an die Familie verliehen.

## Geschichte
Der deutschstämmige Prinz Bernhard wurde am 5. September 1944 zum Befehlshaber der neu aufgestellten Binnenlandse Strijdkrachten ernannt. Dabei handelte es sich um einen offiziell gebildeten Verbund der drei wichtigsten niederländischen Widerstandsgruppen, die in der Endphase (1944–1945) des Krieges vereinigt gegen die deutsche Besatzung kämpften.
Die Ernennung erfolgte durch seine Schwiegermutter, Königin Wilhelmina (1880–1962), gegen den Widerstand der alliierten Befehlshaber. Unmittelbar nach Kriegsende wurde auf seine Initiative hin zum Dank und als Anerkennung das Erinnerungsabzeichen gestiftet. Es wurde allen Mitstreitern der BS zusammen mit dem Begleitschreiben (Bild) verliehen.

“Bij het uittreden uit den actieven dienst

bij de Binnenlandsche Strijdkrachten, is het

mij een behoefte U langs dezen weg mijn

erkentelijkheid en mijn dank uit te

spreken voor de toewijding en de

belangrijke diensten, welke U ten behoeve

van ons land hebt betoond.

Ik hoop, dat U ook in de toekomst

met dezelfde toewijding Uwe diensten aan

het Nederlandsche volk ten nutte zult

kunnen maken.

Mijn beste wensen voor Uw

verdere levensloop mogen U vergezellen.

Bernhard”

„Mit Verlassen des aktiven Dienstes bei den Heimatstreitkräften ist es mir ein Bedürfnis, auf diesem Wege meine Anerkennung und meine Dankbarkeit auszusprechen für das Engagement und die bedeutungsvollen Dienste, die Sie zum Wohle unseres Landes erbracht haben. Ich hoffe, dass Sie auch in Zukunft mit dem gleichen Engagement Ihre Dienste zum Nutzen des Niederländischen Volks erbringen können. Meine besten Wünsche für Ihren weiteren Lebensweg mögen Sie begleiten.“